# Kurt Leonhard
Kurt Leonhard (geboren am 5. Februar 1910 in Berlin; gestorben am 10. Oktober 2005 in Esslingen) war ein deutscher Kunsthistoriker, Lyriker und Übersetzer.

## Leben
Nach dem Besuch des Kant-Reformrealgymnasiums studierte Leonhard zunächst Germanistik und dann Kunstgeschichte, brach das Studium jedoch 1936 ab, da sein Promotionsthema Hans von Marées, Adolf von Hildebrand, Konrad Fiedler und die neue Bildvorstellung politisch nicht genehm war. Anschließend trat er in der Kunsthandlung von Karl Buchholz in der Leipziger Straße ein, wo er Nachfolger des in die Emigration getriebenen Curt Valentin wurde. Außerdem arbeitete er als Verlagslektor im Knaur Verlag, wo er die Literaturgeschichte Paul Fechners und die Kunstgeschichte von Richard Hamann herausgab, und veröffentlichte vereinzelte Gedichte.
1939 wurde er einberufen, aber zunächst zurückgestellt, 1941 dann erneut gemustert und diensttauglich befunden. Zuerst in einer Berliner Schreibstube eingesetzt, wurde er nach Königsberg in der Neumark versetzt, wo er die dortige Fliegerhorst-Bibliothek zu betreuen hatte. 1943 heiratete er die Tochter eines dortigen Pfarrers, kam dann kurz in ein Transport- und Ersatzteillager in Riga und wurde anschließend in Oberitalien eingesetzt, wo er 1945 in amerikanische Kriegsgefangenschaft kam, aber als vermeintlicher persönlicher Freund Thomas Manns bald wieder in relative Freiheit und schließlich nach Esslingen gelangte, wo er als amerikanischer Dolmetscher arbeiten sollte.
Leonhard ließ sich in Esslingen nieder, gründete eine Familie und war Mitbegründer und für einige Monate Geschäftsführer der Esslinger Volkshochschule. Von 1950 bis 1959 war er Lektor des Esslinger Bechtle Verlags.
In den folgenden Jahren wirkte er als Herausgeber und Übersetzer vor allem moderner französischer Dichtung als wichtiger Vermittler zwischen deutscher und französischer Avantgarde. Als Verfasser kunstgeschichtlicher und kunstkritischer Werke bemühte er sich um die Rezeption zeitgenössischer Kunst im Deutschland der Nachkriegszeit. 1955 erschien mit Gegenwelt ein erster Gedichtband, 1974 folgte mit Wort wider Wort eine weitere Sammlung der Lyrik Leonhards.

## Mitgliedschaften und Ehrungen
- 1972 Mitglied des Süddeutschen Schriftstellerverbandes
- 1972 Membre sociétaire de l’AICA (Association Internationale des Critiques d’Art)
- 1972 Ordentliches Mitglied der Akademie der Wissenschaften und der Literatur in Mainz
- 1976 Verleihung der Ehrenprofessur durch das Land Baden-Württemberg
- 1985 Ernennung zum Ehrenmitglied der Staatlichen Akademie der Bildenden Künste Stuttgart

## Werke
- Die heilige Fläche. Gespräche über moderne Kunst. Stuttgart 1947. Neuauflage: Die heilige Fläche. Gespräche über moderne Kunst und Objokus. Neue Gespräche. Stuttgart 1966.
- Der gegenwärtige Dante. Sinn und Bild in der Göttlichen Komödie. DVA, Stuttgart 1950.
- Augenschein und Inbegriff. Die Wandlungen der neuen Malerei. Stuttgart 1953.
- Gegenwelt. Gedichte. Esslingen 1955.
- Moderne Lyrik. Monolog und Manifest. Ein Leitfaden. Schünemann, Bremen 1963.
- Paul Cézanne in Selbstzeugnissen und Bilddokumenten. Rowohlt, Reinbek b. Hamburg 1966.
- Dante Alighieri in Selbstzeugnissen und Bilddokumenten. Rowohlt, Reinbek b. Hamburg 1970.
- Wort wider Wort. Ausgewählte Gedichte, 1934 – 1973. Mainz 1974.
- Was ist Kunst? Eine Grundfrage und neununddreißig Bei-Spiele. Stuttgart 1981.
- Das zehnte Loch. Meditationsmuster mit literarischen Motiven. Mainz 1983.
- Gegenbilder. Lyrik und Prosa. Mit Zeichnungen von Erich Mansen. Stuttgart 1986.
- Zirkelschlüsse. Merkverse zwischen Lyrik und Logik. Tübingen 1988.
- Texte aus sechs Jahrzehnten. 1934–94. Bechtle, Esslingen 1995, ISBN 3-7628-0531-8.
- Leuchtfische. Herausgegeben von Friedhelm Röttger. Bechtle, Esslingen 1997, ISBN 3-7628-0540-7.

Übersetzungen von Dante Alighieri, Henri Michaux, Gaston Bachelard, Paul Valéry, Michel Leiris und E. M. Cioran.
Mit Karl Schwedhelm Herausgeber der Reihe Lyrik aus dieser Zeit.